# Giappone ai Giochi della X Olimpiade
Il Giappone partecipò ai Giochi della X Olimpiade, svoltisi a Los Angeles, Stati Uniti, dal 30 luglio al 14 agosto 1932, con una delegazione di 157 atleti impegnati in undici discipline.

## Medagliere

### Per discipline
| Sport            | Oro | Argento | Bronzo | Totale |
| ---------------- | --- | ------- | ------ | ------ |
| Nuoto            | 5   | 5       | 2      | 12     |
| Atletica leggera | 1   | 1       | 2      | 4      |
| Equitazione      | 1   | 0       | 0      | 1      |
| Hockey su prato  | 0   | 1       | 0      | 1      |
| Totale           | 7   | 7       | 4      | 18     |

### Medaglie
| Medaglia | Atleta | Sport            | Evento                                      |
| -------- | --- | ---------------- | ------------------------------------------- |
| Oro      | Chūhei Nanbu | Atletica leggera | Salto triplo                                |
| Oro      | Takeichi Nishi | Equitazione      | Salto ostacoli individuale                  |
| Oro      | Yasuji Miyazaki | Nuoto            | 100 metri stile libero maschili             |
| Oro      | Kusuo Kitamura | Nuoto            | 1500 metri stile libero maschili            |
| Oro      | Masaji Kiyokawa | Nuoto            | 100 metri dorso maschili                    |
| Oro      | Yoshiyuki Tsuruta | Nuoto            | 200 metri rana maschili                     |
| Oro      | Yasuji Miyazaki Masanori Yusa Takashi Yokoyama Hisakichi Toyoda | Nuoto            | Staffetta 4x200 metri stile libero maschile |
| Argento  | Shūhei Nishida | Atletica leggera | Salto con l'asta                            |
| Argento  | Shunkichi Hamada Junzo Inohara Sadayoshi Kobayashi Haruhiko Kon Kenichi Konishi Hiroshi Nagata Eiichi Nakamura Yoshio Sakai Katsumi Shibata Akio Sohda Toshio Usami | Hockey su prato  | Maschile                                    |
| Argento  | Tatsugo Kawaishi | Nuoto            | 100 metri stile libero maschili             |
| Argento  | Shōzō Makino | Nuoto            | 1500 metri stile libero maschili            |
| Argento  | Toshio Irie | Nuoto            | 100 metri dorso maschili                    |
| Argento  | Reizō Koike | Nuoto            | 200 metri rana maschili                     |
| Argento  | Hideko Maehata | Nuoto            | 200 metri rana femminili                    |
| Bronzo   | Chūhei Nanbu | Atletica leggera | Salto in lungo                              |
| Bronzo   | Kenkichi Ōshima | Atletica leggera | Salto triplo                                |
| Bronzo   | Tsutomu Ōyokota | Nuoto            | 400 metri stile libero maschili             |
| Bronzo   | Kentarō Kawatsu | Nuoto            | 100 metri dorso maschili                    |

## Risultati

### Pallanuoto
| Atleta | Classifica                                                                                   |                     |
| --- | -------------------------------------------------------------------------------------------- | ------------------- |
| V · D · M Nazionale maschile giapponese di pallanuoto · Giochi olimpici - Los Angeles 1932 Doi · Fujita · Kimura · Matsumoto · Sakagami · Sawami · Takebayashi · Tokito · Murai · CT : - | 4°                                                                                           |                     |
| Nazionale maschile giapponese di pallanuoto · Giochi olimpici - Los Angeles 1932 |                                                                                              |                     |
| Doi · Fujita · Kimura · Matsumoto · Sakagami · Sawami · Takebayashi · Tokito · Murai · CT: -                                                                                             | Doi · Fujita · Kimura · Matsumoto · Sakagami · Sawami · Takebayashi · Tokito · Murai · CT: - | Giappone (bandiera) |